# Batalla de las Dunas (1639)
La batalla naval de las Dunas tuvo lugar el 21 de octubre de 1639, durante la Guerra de los Ochenta Años. Una flota española, comandada por el almirante Antonio de Oquendo, fue derrotada por una fuerza holandesa al mando del teniente almirante Maarten Tromp. La victoria puso fin a los esfuerzos españoles por reafirmar el control naval sobre el Canal de la Mancha y confirmó el dominio holandés de las rutas marítimas, y también se alega que fue la primera acción importante en la que se utilizaron tácticas de línea de batalla.
La batalla se inició cuando el Conde-duque de Olivares envió un gran convoy de tropas y suministros para el Ejército de Flandes, escoltado por unos 50 buques de guerra. Desde 1621, la actividad naval española en el Canal se había centrado en evitar el conflicto directo con la superior flota holandesa, al tiempo que atacaba a sus barcos mercantes con corsarios realistas desde bases en Dunkerque y Ostende. En un cambio de esta política, se ordenó a Oquendo que entregara los refuerzos, pero también que llevara a los holandeses a la batalla; Olivares esperaba que la victoria restaurara el prestigio español y obligara a los Estados Generales a negociar los términos de paz.
Los españoles entraron en el Canal el 11 de septiembre y fueron interceptados por los holandeses en una serie de acciones entre el 16 y el 18 de septiembre. Las pérdidas en ambos bandos fueron mínimas, pero Oquendo se refugió en The Downs ('los bajíos', por lo que debería haberse llamado así la batalla evitando el falso amigo del inglés), un fondeadero entre los puertos de Dover y Deal, donde estaba protegido por la neutralidad inglesa. Aunque allí fue bloqueado por la flota holandesa, la mayoría de los refuerzos fueron transportados a Dunkerque a través de pequeñas y rápidas fragatas.
El 21 de octubre, los holandeses entraron en las llanuras y atacaron a la flota española con brulotes. Incapaces de maniobrar en las estrechas aguas y con el viento en contra, los españoles perdieron alrededor de diez barcos capturados o destruidos, mientras que otros doce se encallaron deliberadamente para evitar ser capturados. Esto, combinado con el rechazo de una expedición de tamaño similar contra el Brasil neerlandés en enero de 1640, marcó el fin de los intentos de desafiar la supremacía marítima holandesa y la aceptación por parte de la corte española de que la guerra no se podía ganar.

## Preparativos

### Reunión de la Armada en La Coruña

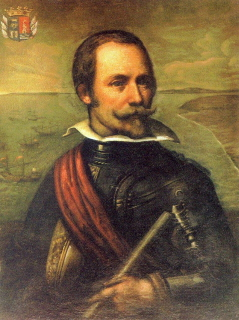
Almirante español Antonio de Oquendo

A finales de agosto, llegaron a La Coruña los navíos de Antonio de Oquendo, fondeando fuera del puerto para permitir la salida del resto de la flota. Se reunieron así las escuadras de:
- Antonio de Oquendo
- Martín Ladrón de Guevara
- Nápoles, con el general Pedro Vélez de Medrano y el almirante Esteban de Oliste
- La de Jerónimo Masibriadi, con el almirante Mateo Ulajani (o Esfrondati) procedente de Cádiz. Estaban formadas por el sistema mixto de contrata y embargo, llevando barcos de Ragusa, Nápoles, Dinamarca y Alemania, siendo un total de veintidós barcos, entre los que había pocos españoles.

En La Coruña se unieron las escuadras de: 
- Lope de Hoces, con Tomás de Echaburu de almirante
- Galicia, con el general Andrés de Castro y el almirante Francisco Feijó
- Dunquerque con el general Miguel de Horna y el almirante Matías Rombau
- San José, con el general Francisco Sánchez Guadalupe.

Estas eran naves de asiento y embargadas, y provenían de Vizcaya, la Hermandad de las Cuatro Villas, Galicia, Portugal y Flandes. Se supone que eran 29.
 Además, les acompañan 12 navíos ingleses fletados como transporte de tropas.
Entre todas llevaban, según las versiones extranjeras, veintisiete mil hombres. Algunas versiones españolas los reducen a seis mil. En realidad debieron ser unos catorce mil, de los que ocho mil serían hombres de mar y guerra y el resto, infantería.
Para el Conde Duque de Olivares, los buques y dotaciones estaban en un estado excelente de preparación y adiestramiento, y no había salido armada como esta desde la jornada de Inglaterra. Para el almirante Feijó, de la escuadra de Galicia, estaban faltos de todo, la gente era forzada, no había bastantes artilleros y tenían poca experiencia, etc.

### Encuentro con los holandeses en el Canal

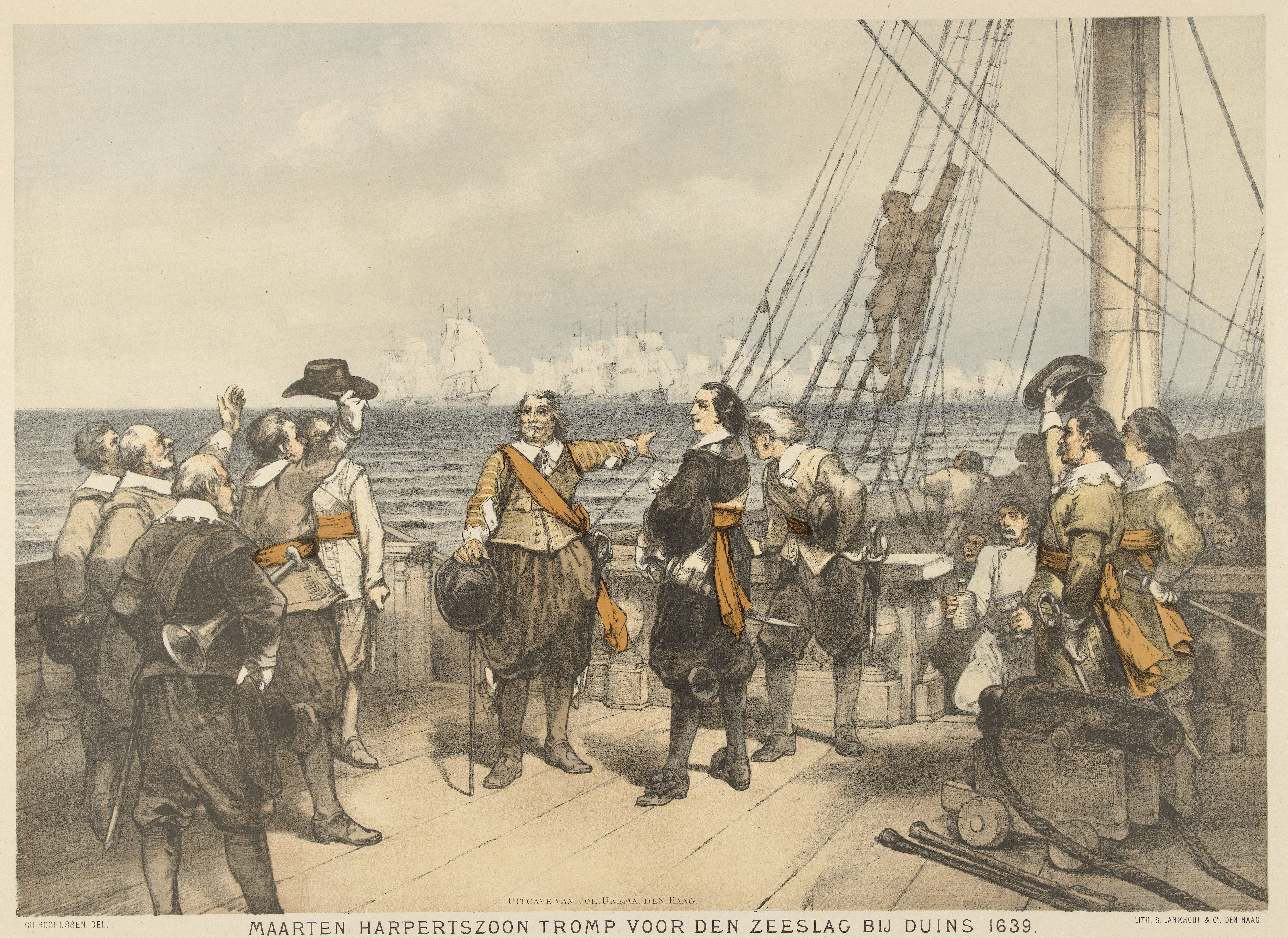
Maarten Tromp en su buque insignia justo antes de la Batalla de los Downs.

El 31 de agosto se hacen a la mar, dejando a los transportes ingleses navegar sueltos, lo que fue un error, ya que los holandeses apresaron al menos a tres, con mil setenta infantes.
La vanguardia la formaba la escuadra de Dunquerque, como expertos del Canal.
En el Canal se encontraba a la espera el almirante holandés Martín Harpertz Tromp, con pocas naves.
Se avistaron las escuadras el 15 de septiembre al anochecer y, al amanecer del 16, Oquendo intentó abordar a la capitana holandesa, no consiguiéndolo y recibiendo a cambio numerosos cañonazos, que dejaron su nave casi desaparejada y con cuarenta y tres muertos y otros tantos heridos. A lo largo del día, se entablaron escaramuzas, con el único resultado de la voladura de una nave holandesa. El combate continuó el día 17, entre escaramuzas y combate artillero, sin permitir los holandeses que los españoles se acercasen a tiro de arcabuz.
El 18 se le unen a Tromp dieciséis naves, pero se mantuvo la misma táctica. Cayeron en el combate los almirantes Guadalupe y Ulajani, estando a punto de ser apresado el galeón de este.
En estos tres días de combate, los contendientes agotaron toda la pólvora y municiones. Tromp entró en Calais, donde el gobernador le facilitó quinientas toneladas de pólvora, reparó sus buques, pudo desembarcar a los heridos y, en veinte horas, estar de nuevo en la mar listo para el combate.

### Entrada de la Armada en las Dunas (Downs)

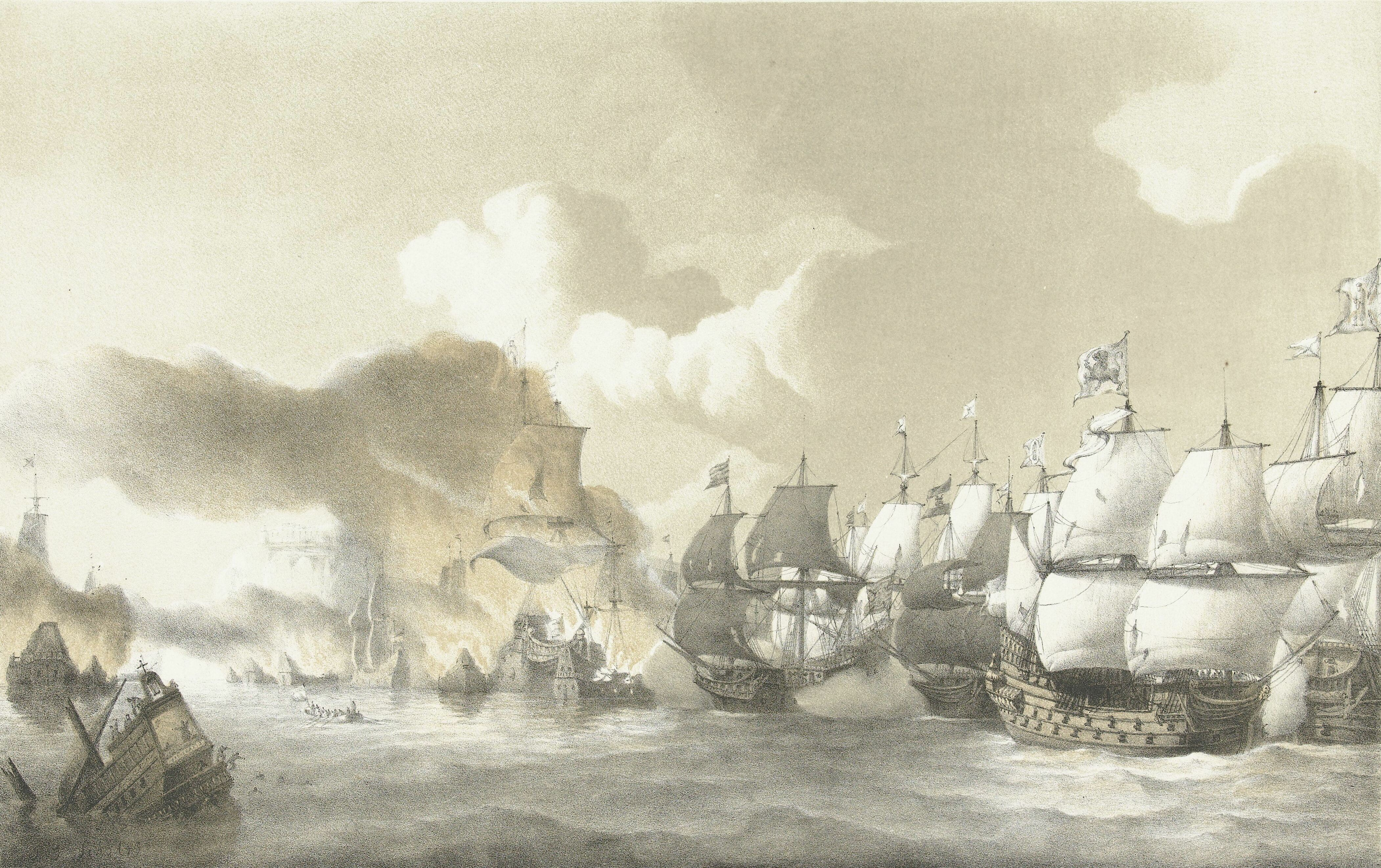
La batalla de los Downs

Oquendo podría haber hecho lo mismo en los puertos amigos de Mardique (hoy Fort-Mardyck, diez kilómetros al oeste de Dunquerque) o Dunquerque, pero, dudando del calado de Mardique, donde pensaba que no podían entrar sus galeones grandes, dada la proximidad de la rada de Las Dunas —o de Los Bajíos (The Downs)— en la costa del condado de Kent, en Inglaterra, y considerando que los ingleses eran neutrales, decidió refugiarse allí, para intentar aprovisionarse y reparar sus barcos.
A los ingleses les disgustó la decisión española, y el enfado se agravó por no haber saludado Oquendo a la bandera inglesa del almirante Pennigton, que se encontraba fondeado en la rada. Ante el enfado inglés, y dada su precaria situación, Oquendo cedió. Los ingleses facilitaron el fondeadero interior a los españoles y se colocaron entre la armada española y la holandesa.
Oquendo intentó conseguir pertrechos de guerra, informando de su presencia al embajador de España en Londres y al gobernador de los Países Bajos, consiguiendo así refuerzo de marineros y soldados desde Dunquerque. Organizó transportes en buques ligeros para llevar a Flandes el dinero y los soldados que transportaba con ese destino. El 27 de septiembre, aprovechando una espesa niebla, organizó un convoy con trece pataches y fragatas que acompañaron a cincuenta y seis embarcaciones costeras (la mayoría pesqueros venidos de Dunquerque), que llegó sin novedad a Flandes, pese a estar Tromp bloqueando la salida de la rada.
Este mantuvo una escuadra fondeada en la salida de la rada y otra navegando por el Canal. Disponía de entre ciento catorce y ciento veinte naves, entre ellas diecisiete brulotes. Algunos relatos cuentan que permitió el paso de buques de apoyo españoles con jarcias y arboladuras, para que Oquendo pudiese reparar antes sus naves y así poder entablar combate.

## La batalla
El 20 de octubre, Oquendo llevaba un mes fondeado en la rada de Las Dunas, cuando llegó el primer suministro de pólvora. Resultó escaso y lo repartió entre los galeones.

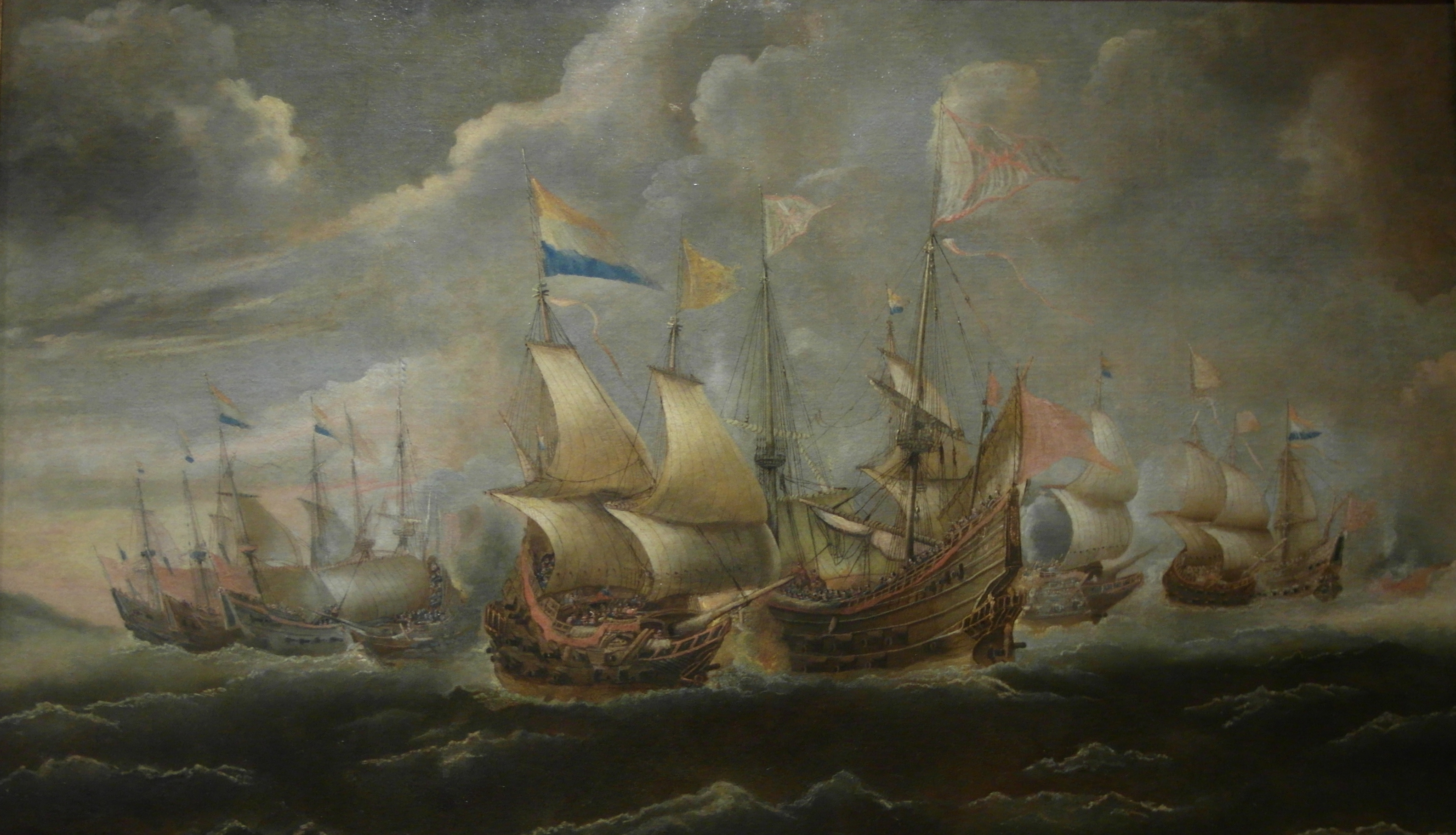
Batalla de las Dunas según una pintura de alrededor de 1650.

Tromp tiene noticias de ello y decide atacar antes de que los españoles se hayan rearmado completamente, por lo que expone al almirante inglés que ha sido atacado por los españoles y que, por lo tanto, procede a atacarles. Lanza sus brulotes sobre la escuadra fondeada, pero los españoles pican amarras y se hacen a la mar. Entre la confusión producida por los brulotes y una espesa neblina, solo consiguen salir de la rada veintiún buques para enfrentarse a más de cien holandeses. Los demás varan en los bancos de arena y la costa de los Downs.
Tromp lanzó tres brulotes contra la capitana de Oquendo. Este consiguió desembarazarse de los tres, pero uno de ellos se enganchó en la proa del galeón Santa Teresa, de Lope de Hoces, que le seguía y que se perdió envuelto en llamas.
La batalla se entabló con los galeones españoles peleando aislados contra fuerzas cinco veces superiores. Al anochecer, aprovechando la oscuridad, algunos españoles consiguieron desembarazarse de sus atacantes y, los que pudieron, se dirigieron a Mardique, a donde llegaron las naves de Oquendo, de Masibriadi y siete buques más de la Escuadra de Dunquerque. Del resto de los barcos, nueve se rindieron; estaban en tan mal estado que tres se hundieron cuando eran llevados a puerto holandés. Los demás embarrancaron en las costas francesas o flamencas para no entregarse al enemigo. De los que habían varado en Los Bajíos (The Downs), nueve consiguieron llegar a Dunquerque.
Las pérdidas españolas fueron estimadas por los holandeses en cuarenta y tres buques y seis mil hombres, y las holandesas estimadas por los españoles en diez buques y unos mil hombres.
Dicen que Oquendo, que estaba gravemente enfermo, dijo al llegar a Mardique: «Ya no me queda más que morir, pues he traído a puerto con reputación la nave y el estandarte». Hubo quien, desde España, vio la acción de Oquendo como una gran hazaña, puesto que había conseguido llevar los refuerzos y los dineros al ejército de Flandes y salvó a la capitana y al estandarte real ante fuerzas abrumadoramente superiores. Olvidan que, si en lugar de encerrarse en la rada de los Downs, se hubiese dirigido a los puertos de Flandes, no hubiese perdido casi toda su flota. Según el historiador y almirante portugués Costa Quintella, Oquendo se «portó más como comandante [de buque] que como almirante, ya que, sin más que poner en línea sus navíos [en el primer encuentro], pudo aniquilar a sus enemigos».